# 吉成 (仙台市)
吉成（よしなり）は、宮城県仙台市青葉区の町丁。郵便番号は989-3205。住民基本台帳に基づく人口は2,517人、世帯数は1,172世帯（2025年4月1日現在）。現行行政地名は吉成一丁目から吉成三丁目。全域で住居表示が実施されている。旧宮城郡宮城町吉成、仙台市吉成。
この記事では中山吉成、吉成台、南吉成、芋沢、中山台、中山台西、国見ケ丘についても扱う。

## 地理
吉成一帯は七北田丘陵にある地域である。吉成の南西側に南吉成、南東側に国見ケ丘、北側に吉成台、中山吉成、中山台、中山台西が連なる。西側一帯が芋沢である。
東北自動車道の東側の大部分がベッドタウン機能を中心とした市街地になっている。この地域に「吉成」と名の付く住宅地が広がっている。ここを宮城県道37号仙台北環状線（都市計画道路八乙女折立線）が縦断しており、北側の泉区南中山辺りからイオン仙台中山店や自動車ディーラー等が建ち並び、旧・中山街道を越えて青葉区に入って仙台南吉成タウンプラザ辺りまでがロードサイド店舗の抜きん出た集積地になっている。
吉成はそのほとんどが七北田川水系の流域である。同地区の北辺をかつての中山街道が東西に通り、同街道沿いの集落や仙台側の起点である北山地区あるいは北仙台との関りが深い。そのため、かつてここで産出された薪炭は北山に運ばれ、また、ここの児童たちは昭和初期に北山にあった七北田小学校荒巻分校に委託通学していたと言われる。ここに双葉綜合開発が手掛けた広大な住宅団地である「中山」に隣接して中山吉成が造成され、当地の市街化が始まった。続いて煉瓦業者だった伊勢産業が、吉成山にある煉瓦用採土地を転用して伊勢吉成団地を造成した。
一方、南吉成の南部は名取川水系の流域である。現在の南吉成7丁目にあたり、かつ、吉成地区のかつての中心だった芋沢字大石ケ原（大石原とも）には芋沢街道が東西に通り、同街道の仙台側の起点である八幡町との関りが深い。そのため、かつて同街道沿いで産出された農産物や薪炭は八幡町に運ばれた。また、大石ケ原周辺の児童はかつて仙台市立八幡小学校に委託通学していたとされる。
大字として残るかつての芋沢は、広瀬川を境にその北岸に広がり、西側の大倉村とは広瀬川の支流・大倉川とさらにその支流の夜盗沢とで概ね分けられていた。芋沢村の南東側は郷六村、東側は荒巻村、北側は実沢村で囲まれていたが、河川を用いた境界ではなかった。この芋沢村は、南西側が愛子盆地を形成した名取川水系の流域であり、同水系の広瀬川の支流・芋沢川沿いの平地（国道457号沿い）に村の中心があった。一方、北東側は七北田川水系の流域であり、塩沢川や吉成沢、あるいは梅田川の上流部にあたる。横向山、黒森山、権現森山の小字は山林でほとんどが占められる。
- 山
  - 四等三角点「黒森山」（標高179.16m、北緯38度17分54.7284秒 東経140度47分42.3473秒）[11]
  - 二等三角点「権現森」（標高313.66m、北緯38度17分13.1568秒 東経140度48分06.5086秒）[11]
  - 四等三角点「国見山」（標高214.45m、北緯38度17分17.7748秒 東経140度49分27.2026秒）[11]

## 歴史

### 戦後開拓
| 地区名       | 入植年 | 入植戸数 |
| ------------ | ------ | -------- |
| 苦地地区吉成 | 1950年 | 26戸     |
| 吉成山       | 1948年 | 44戸     |
| 吉成         | 1958年 | 01戸     |
| 国見山       | 1946年 | 10戸     |
| 国見第二     | 1960年 | 02戸     |

### 住宅地開発
| 開発名                                      | 造成主体                | 現住所        | 造成時期 （年度） | 面積 (ha) | 計画      | 計画      |
| 開発名                                      | 造成主体                | 現住所        | 造成時期 （年度） | 面積 (ha) | 戸数 (戸) | 人口 (人) |
| ------------------------------------------- | ----------------------- | ------------- | ----------------- | --------- | --------- | --------- |
| 第二中山吉成 （グリーンパークタウン中山台） | 土地区画整理組合        | 中山台西      | 1998-2002         | 12.0      | 178       | 623       |
| 仙台市みやぎ中山 （中山台）                 | 土地区画整理組合        | 中山台        | 1986-1992         | 40.1      | 991       | 3,469     |
| 中山吉成 （中山ニュータウン吉成）           | 双葉綜合開発            | 中山吉成      | 1970-1972         | 28.4      | 700       | 2,450     |
| トヨタヒル吉成台                            | 刈田くらよ トヨタ自動車 | 吉成台2丁目   | 1990-1991         | 9.1       | 210       | 735       |
| 国見南                                      | 土地区画整理組合        | 吉成台1丁目   | 1989-1991         | 1.9       | 60        | 210       |
| 伊勢吉成                                    | 伊勢産業                | 吉成          | 1971-1974         | 44.3      | 953       | 3,336     |
| 仙台吉成 （パークシティ南吉成）             | 土地区画整理組合        | 南吉成        | 1986-1991         | 97.5      | 1,428     | 4,998     |
| 仙台市国見 （国見ケ丘ニュータウン）         | 土地区画整理組合        | 国見ケ丘      | 1984-1988         | 66.2      | 1,800     | 5,544     |
| 国見第一                                    | 日本勤住協 県住宅生協   | 国見ケ丘5丁目 | 1984-1988         | 13.5      | 372       | 1,302     |
| （合計）                                    |                         |               |                   | 313.0     | 6,692     | 22,667    |

### 年表
- 1715年（正徳5年）9月 - 仙台藩第5代藩主・伊達吉村により、臨済院が現在の国見ケ丘に移転。
- 1889年（明治22年）4月1日 - 町村制が施行され、宮城郡大沢村の地名となる。
- 1948年（昭和23年） - 「吉成山開墾事業」着工（1966年まで）[16]
- 1950年（昭和25年） - 「大沢村開墾国営事業苦地地区」における吉成地区に入植者の主体が入植[12]。
- 1955年（昭和30年）2月1日 - 市町村合併により宮城郡宮城村（後に宮城町）の地名となる。
- 1968年（昭和43年）6月15日 - （新）都市計画法公布（施行は翌年6月14日）。
- 1970年（昭和45年）
  - 双葉綜合開発が造成開始[14]。
  - 7月 - 「中山吉成団地」（双葉綜合開発）が分譲開始[17]。
- 1971年（昭和46年）
  - 伊勢産業が造成開始[14]。
  - 9月27日 - 仙台市営バス「国見台線」が大石原まで延長[18]。
- 1973年（昭和48年）5月 - 「伊勢吉成団地」（伊勢産業）が分譲開始[17]。
- 1974年（昭和49年）6月6日 - 吉成地区簡易水道供給開始[17]。
- 1975年（昭和50年）
  - 4月7日 - 吉成児童館[注 8]が開館[17]。
  - 6月1日 - 仙台市営バス「吉成団地線」運行開始[18]。
- 1978年（昭和53年）
  - 3月31日 - 学校法人双葉学園「吉成幼稚園」が中山吉成団地内に開園[17]。
  - 6月12日 - 宮城県沖地震発生。
  - 7月1日 - 吉成簡易郵便局[注 9]が開局[19]。
- 1979年（昭和54年）
  - 4月1日 - 宮城町役場吉成出張所が伊勢吉成団地内に開設[17]。
  - 4月9日 - 宮城町立（現・仙台市立）吉成小学校開校[17]。
- 1980年（昭和55年）
  - 4月1日
    - 「伊勢吉成団地」に住居表示を実施[17]。芋沢字吉成山の一部を吉成1~3丁目に変更[20][21]。
    - 宮城町立（現・仙台市立）吉成中学校開校。
- 1981年（昭和56年）
  - 3月1日 - 「中山吉成団地」に住居表示を実施。芋沢字吉成の一部を中山吉成1~3丁目に変更[20][22]。
  - 4月1日 - 吉成保育所[注 10]が開所[17]。
  - 11月24日 - 仙台女子商業高等学校[注 11]が仙台市荒巻字山雷神2[注 12]から宮城町芋沢字吉成山144[注 13]に移転[23]。
- 1982年（昭和57年）
  - 1月 - （都）八乙女折立線の瀧沢橋[注 14]（北緯38度16分45秒 東経140度48分38.1秒 / 北緯38.27917度 東経140.810583度）が竣工。
  - 4月1日 - 吉成区から中山吉成区が独立[17]。
- 1983年（昭和58年）5月14日 - 国道48号仙台西道路開通[24]。
- 1984年（昭和59年）9月1日 - 吉成地区簡易水道を宮城町上水道に統合[17]。
- 1986年（昭和61年）1月7日 - 吉成土地区画整理事業（施行面積：97.5ha、総事業費：110億36百万円）が事業認可[25]。「パークシティ南吉成」造成工事着手[26]。
- 1987年（昭和62年）
  - 3月 - （都）八乙女折立線の新生瀬橋[注 15]（北緯38度16分2.1秒 東経140度48分44.5秒 / 北緯38.267250度 東経140.812361度）が竣工。
  - 3月31日 - 住居表示を実施し、国見ヶ丘3丁目（一部）、および、国見ケ丘5~7丁目に変更[20]。
  - 11月1日 - 合併により仙台市の地名となる。
- 1988年（昭和63年）
  - 5月31日 - ࣮パークシティ南吉成地区計画の都市計画決定[27]。
  - 10月29日 - 吉成簡易郵便局が廃止。
  - 10月31日 - 仙台吉成郵便局[注 16]が開局。
  - 11月、県道仙台北環状線（都市計画道路3・3・152八乙女折立線）の南吉成から折立までの区間 (L=3.1km) が供用開始[28]。
- 1989年（平成元年）
  - 4月1日 - 仙台市が政令指定都市に移行。当地は青葉区内となる。
  - 5月26日 - 国見南土地区画整理事業（施行面積：1.9ha、総事業費：5億51百万円）が事業認可[25]。
- 1991年（平成3年）
  - 「パークシティ南吉成」造成工事竣工[26]。
  - 4月 - 仙台市立南吉成小学校開校。
  - 9月27日 - 吉成土地区画整理事業が換地処分[25]。
- 1992年（平成4年）
  - 2月7日 - 国見南土地区画整理事業が換地処分[25]。
  - 4月 - 仙台市立南吉成中学校開校。
- 1995年（平成9年）7月7日 - 住居表示を実施。芋沢字吉成山の一部を吉成一丁目に、芋沢字吉成、吉成山、国見ケ丘1丁目の各一部を吉成台1~2丁目に、吉成山の一部を国見ケ丘5丁目に変更[29]。
- 2001年（平成13年）7月19日 - 商業用地として街路まで整備されながら店舗が1つも設置されなかった「パセオ」を改変し、南側の区画に大規模小売店舗「仙台南吉成タウンプラザ」（店舗面積：12,184m2）がオープンした[30]。
- 2011年（平成23年）3月11日 - 東北地方太平洋沖地震（東日本大震災）が発生。

## 世帯数と人口
2025年（令和7年）4月1日現在の世帯数と人口は以下の通りである。
| 丁目       | 世帯数    | 人口    |
| ---------- | --------- | ------- |
| 吉成一丁目 | 449世帯   | 994人   |
| 吉成二丁目 | 350世帯   | 773人   |
| 吉成三丁目 | 371世帯   | 772人   |
| 計         | 1,170世帯 | 2,539人 |

## 施設

### 教育・スポーツ施設
- 仙台市立吉成小学校
- 仙台市立吉成中学校
- 仙台市立南吉成小学校
- 仙台市立南吉成中学校
- 仙台市立仙台青陵中等教育学校
- 東北福祉大学

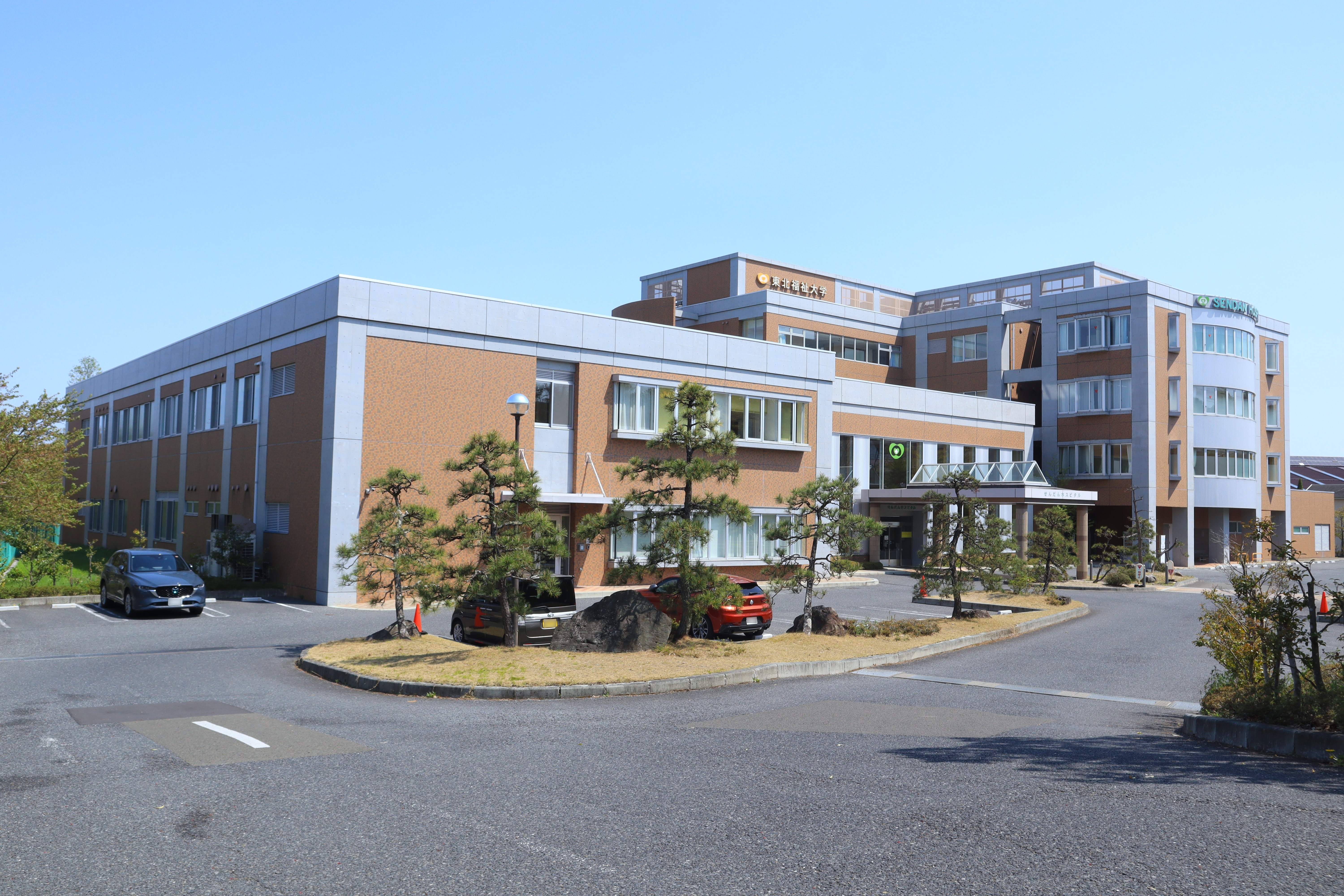
国見ケ丘6丁目：東北福祉大学せんだんホスピタル（2025年4月）

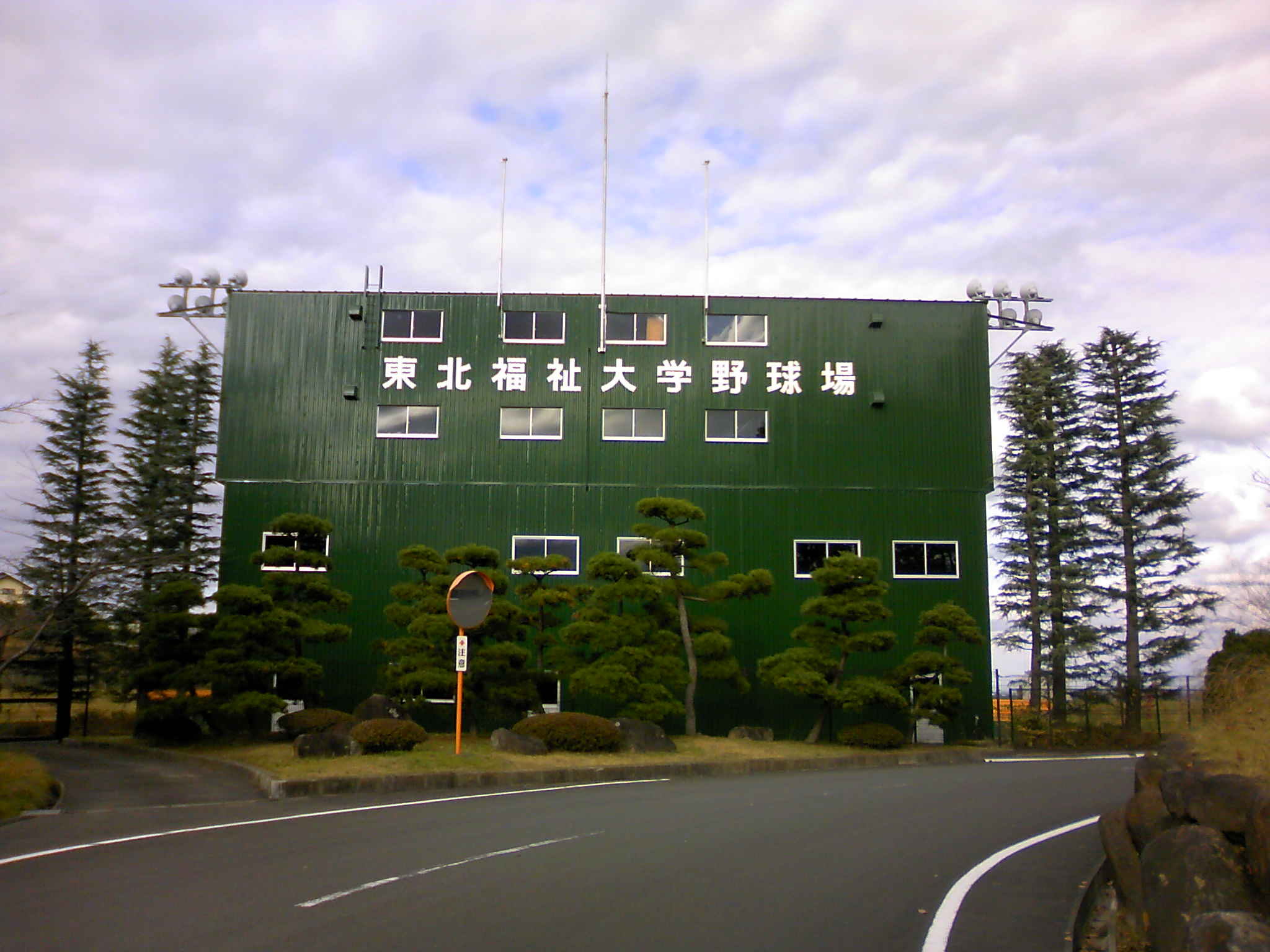
国見ケ丘7丁目：東北福祉大学野球場（2009年11月）

  - 国見ケ丘第一キャンパス（東北福祉大学せんだんホスピタル ほか）
  - 国見ケ丘第二キャンパス（東北福祉大学野球場 ほか）
- 宮城ゴルフガーデン（ゴルフ練習場）
  - 施設提供：東北福祉大学ゴルフ部、東北大学ゴルフ部、東北高等学校ゴルフ部[31]
  - 授業利用：尚絅学院大学、尚絅学院高等学校、明成高等学校[31]

### 観光施設
- 権現森温泉

### 商業施設
- 仙台南吉成タウンプラザ
  - ヨークベニマル南吉成店
  - ホーマック南吉成店
  - ユニクロ南吉成店
  - シュープラザ南吉成タウンプラザ店
  - ツルハドラッグ南吉成店
  - びっくりドンキー南吉成店
  - 大阪王将仙台南吉成店
  - カラオケ本舗まねきねこ仙台南吉成店
  - メディカルスクエア[32]
- ヤマダ電機仙台青葉店
- オートバックスセブン
- auショップ
- 時遊館
- 寧々屋
- ダイソー
- 七十七銀行
- デイリーヤマザキ
- うまい鮨勘
- お茶の井ヶ田
- ケーズデンキ仙台西店
- ドコモショップ吉成店
- いきなり!ステーキ仙台吉成店

## 著名な出身者
- 江尻慎太郎 - 中山小・南吉成中卒。元プロ野球選手。
- 佐藤利香 - 吉成中卒。バルセロナ五輪およびアトランタ五輪の卓球日本代表。
- 福原愛 - 吉成小に在学していた時期あり。南吉成第2集会所は福原愛が初めて卓球を始めた場所とされる[33]。
- 堀啓 - 南吉成中卒。キックボクサー。

国見ヶ丘に東北福祉大学野球場があるため、東北福祉大学硬式野球部所属の学生が当地に住み、仙台六大学野球連盟所属の大学出身のプロ野球選手たちも同球場で多くの試合を経験している。また、東北福祉大学ゴルフ部や東北高校ゴルフ部が宮城ゴルフガーデンで練習をしており、両校から多数のプロゴルファーが輩出されている。